# Olle Heyman
Olle Heyman (ur. 31 marca 1930, zm. 7 lutego 1993) – szwedzki żużlowiec.
Brązowy medalista indywidualnych mistrzostw Szwecji (Sztokholm 1953). Trzykrotny medalista drużynowych mistrzostw Szwecji: dwukrotnie złoty (1955, 1956) oraz srebrny (1954).
Reprezentant Szwecji na arenie międzynarodowej. Wielokrotny uczestnik eliminacji indywidualnych mistrzostw świata (najlepszy wynik: Trondheim 1955 – XI miejsce w finale skandynawskim).
W lidze szwedzkiej reprezentant klubu Monarkerna Sztokholm (1951–1956).
W 1952 r. wystąpił w filmie Farlig kurva.